# Aartsbisdom Port of Spain

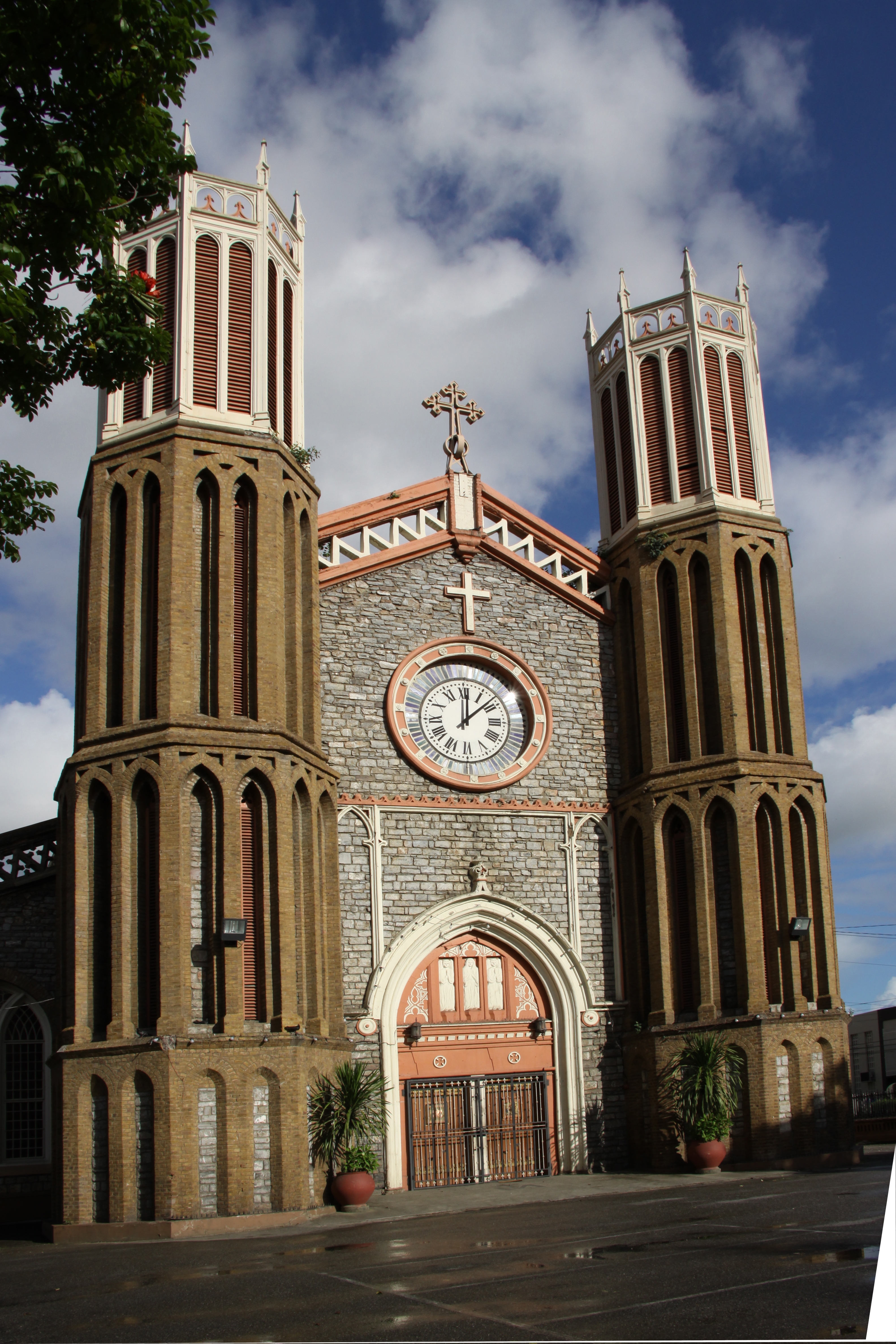
Minor Basilica of the Immaculate Conception

Het aartsbisdom Port of Spain (Latijn: Archidioecesis Portus Hispaniae; Engels: Archdiocese of Port of Spain) is een rooms-katholiek aartsbisdom in Trinidad en Tobago met zetel in Port of Spain. Het omvat de volgende suffragane bisdommen:
- Bridgetown (Barbados)
- Georgetown (Guyana)
- Kingstown (Saint Vincent en de Grenadines)
- Paramaribo (Suriname)
- Willemstad (Curaçao)

In 1818 werd het apostolisch vicariaat van Trinidad opgericht. Het vicariaat verloor in 1837 gebied aan het nieuw ingestelde apostolisch vicariaat van Jamaica.
Het vicariaat werd in 1850 omgezet in een aartsbisdom, onder afsplitsing van het eveneens nieuwe bisdom van Roseau. In 1956 verloor het aartsbisdom gebied aan het nieuw ingestelde bisdom van Saint George’s in Grenada.
Het aartsbisdom telt 1.277.000 inwoners, waarvan 30% rooms-katholiek is, verspreid over 61 parochies (gegevens van 2004).
Onder het bisdom Willemstad valt onder meer Caribisch Nederland.
Aartsbisschop van Port of Spain is sinds 19 oktober 2017 Charles Jason Gordon.